# Hellmut Trute

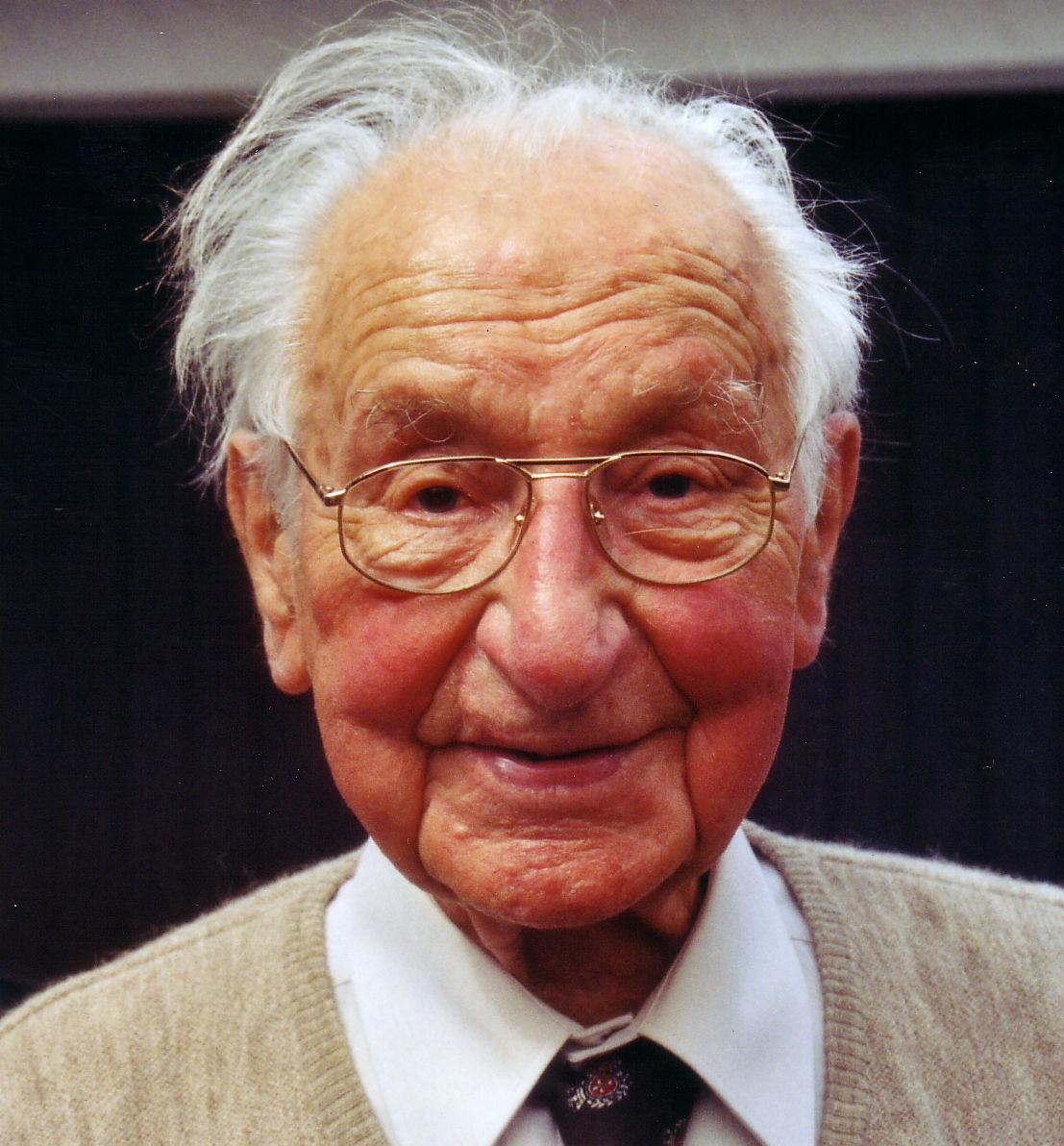
Trute im Alter von 98 Jahren

Hellmut Trute (* 23. März 1907 in Gersfeld (Rhön); † 8. August 2007 in Zetel, Friesland) war ein deutscher Wirtschaftsjurist.

## Leben
Trute wurde in eine kinderreiche Pfarrerfamilie geboren. Vom 29. April 1919 bis zum 25. März 1925 besuchte er die Landesschule Pforta. Nach dem Abitur schrieb er sich für das SS 1925 am Lehrstuhl für deutsches Recht der Universität Lausanne ein. Zum folgenden Wintersemester wechselte er an die Albertus-Universität Königsberg, wo er im Corps Masovia aktiv wurde. 1932 wurde er In Königsberg zum Dr. iur. promoviert. Nach der Assessorprüfung war er von 1932 bis 1972 als Rechtsanwalt am Kammergericht tätig. Er wurde im Zweiten Weltkrieg als Kriegsgerichtsrat in Nordrussland eingesetzt und war damit der Militärgerichtsbarkeit (Nationalsozialismus) auf Divisionsebene zugeordnet. Er kam in der Nachkriegszeit in Deutschland zur AEG und betrieb in Ratingen und Frankfurt am Main Verbandspolitik für die elektrotechnische Industrie. Seit 1950 Hauptgeschäftsführer, wurde er geschäftsführendes Präsidialmitglied des Zentralverbandes Elektrotechnik- und Elektronikindustrie (ZVEI).  In der Schriftenreihe des Verbands veröffentlichte er einen Kommentar zu den vom ZVEI erarbeiteten Lieferbedingungen, der vier Auflagen erlebte und zuletzt 1980 erschien. Nach der Pensionierung 1972 lebte er in Breitbrunn am Chiemsee. Vom Krebstod seiner zweiten, viel jüngeren Frau (dem Kindermädchen der ersten Ehe mit Edita Trute) schwer getroffen, zog er zu seiner Tochter und seinem Sohn in Friesland, wo er die letzten zehn Monate seines Lebens verbrachte. Zur Trauerfeier in Zetel kamen Andreas Wagner und sein Leibfuchs Rüdiger Döhler, der für die Corps die Grabrede hielt.

## Ehrungen
Trute war Mitbegründer der Evangelischen Landesschule zur Pforte in Meinerzhagen und geschäftsführender Vorstand der Melanchthon-Stiftung zur Förderung begabter Schüler. Er war Mitglied des Verwaltungsrates des Deutschen Museums. Über lange Zeit gehörte er zum Hauptgeschäftsführerkreis des Bundesverbandes der Deutschen Industrie, in dessen  Finanzausschuss er saß. Er engagierte sich in  Kirchenvorständen und in der Kommunalpolitik von Offenbach am Main. Der Bundespräsident würdigte seinen Dienst am Gemeinwohl 1972 mit dem Großen Bundesverdienstkreuz. Der ZVEI verlieh ihm 1973 die Ehrenmitgliedschaft. In der Nachkriegszeit beteiligte er sich am Wiederaufbau seines Corps. Er war Vorsitzender des Alte-Herren-Senioren-Convents Chiemgau und gehörte 1997 zu den zwölf Masuren, die das Corps Masovia in Kiel rekonstituierten.

## Schriften
- Die allgemeinen Lieferbedingungen der elektrotechnischen Industrie. Zentralverband der Elektrotechnischen Industrie, 1956
- Kommentar zu den allgemeinen Lieferbedingungen für Erzeugnisse und Leistungen der elektrotechnischen Industrie, Zentralverband der. Elektrotechnischen Industrie. 2. Auflage 1966. 3. Auflage 1973.
- Kommentar Lieferbedingungen der Elektroindustrie und AGB-Gesetz. 4. Auflage. Sachon,  Mindelheim 1980. ISBN 3-920819-16-0.